# Stoenești, Călărași
Stoenești este un sat în comuna Modelu din județul Călărași, Muntenia, România.